# Axie Infinity
Axie Infinity là một ứng dụng trò chơi điện tử trực tuyến dựa trên NFT do hãng Sky Mavis phát triển. Trò chơi này sử dụng một loại tiền điện tử dựa trên Ethereum là AXS (viết tắt của Axie Infinity Shards) và SLP (viết tắt của Smooth Love Potion). Hiện, Axie Infinity đang là bộ sưu tập NFT đắt giá nhất theo dữ liệu từ DappRadar (tính đến tháng 6 năm 2021).

## Thông tin chi tiết
Axie Infinity là một trò chơi dưới dạng giao dịch và chiến đấu, cho phép người chơi thu thập, lai tạo, nuôi dưỡng, chiến đấu và buôn bán các sinh vật được gọi là "Axie". Điểm đặc biệt là những sinh vật này đã được số hóa dưới dạng NFT. Để bắt đầu chơi, người chơi phải sở hữu ít nhất một đội hình có 3 "Axie". Kể từ tháng 1 năm 2019, người chơi bắt đầu có thể mua đất đai ảo (ở dạng NFT).
Vào tháng 11 năm 2019, để đẩy nhanh sự phát triển của trò chơi, Sky Mavis đã huy động được xấp xỉ 1,5 triệu đô la tiền đầu tư. Phần lớn số tiền này chủ yếu đến từ Animoca Brands. Ngoài ra, còn có tham gia của một số đơn vị khác như Hashed, Samsung, Ubisoft, Pangea Blockchain Fund, ConsenSys và 500 Startups.
Axie Infinity xuất phát từ ý tưởng của Trung Nguyễn.